# 真兇
《真兇》（英語：The Guilty Party）是美國小說家歐·亨利所著小說，是悲觀主義和宿命論思想很深的一篇小說。书中充斥着责任、自私、背叛、爱、牺牲、责难的主题，告诫人们不要忽视教育的力量。